# Xian de Wangdu
Pour les articles homonymes, voir Wangdu (activiste).
Le xian de Wangdu (chinois : 望都县 ; pinyin : wàngdū xiàn) est un district administratif de la province du Hebei en Chine. Il est placé sous la juridiction de la ville-préfecture de Baoding.

## Démographie
La population du district était de 262 338 habitants en 1999.